# Lubomir Dymsha
Lyubomir Kleofasovich Dymsha (6 de enero de 1860 - 18 de noviembre de 1915) - abogado, miembro de la Duma Estatal del Imperio Ruso de la  Sedletskaya gubernia. Polaco de religión católica, noble hereditario de la  provincia de Kovno, consejero de estado. Su hermano mayor, Henry Dymsha Dymsha, fue un diputado de la Duma Estatal de la provincia de Vitebsk.

## Biografía
Noble polaco. El hijo de Cleophas Petrovich Dymshi (1821-1907) y Teresa Dimshene, una Gorskiita nacida (1829-1902).
En 1878 se graduó de la escuela alemana en Mitau con una medalla de oro, en 1882 - facultad de derecho de la Universidad de San Petersburgo. Sirvió en el Ministerio de Educación; en 1889 aprobó el examen en la Universidad de Moscú para el grado de maestría en derecho Público, fue aprobada en 1890 con el rango de profesor adjunto de la Universidad de San Petersburgo y en 1891 fue enviado a Suecia y Noruega para el estudio de la administración local. En 1893, como representante del Ministerio de Educación estuvo presente en Chicago en el Congreso Mundial de Educación Superior. En noviembre de 1893 se determina a servir en la Cancillería del Estado de la parte legislativa del Departamento de Economía.
En 1896, leí en un docente privado en el Departamento de Derecho Público de ciclo de conferencias Universidad de San Petersburgo en el gobierno local en el Reino Unido, Francia y Prusia, y luego - y el curso general de derecho público ruso (1896-1911). En 1901, durante la "ley del Estado en Suecia" ensayo fue galardonado con el grado de Maestría en derecho público.
En 1902-1905 años - la vocal del consejo de la ciudad de San Petersburgo, desde 1905 - camarada presidente de la Duma. Participó en la vida científica y cultural de la colonia polaca en San Petersburgo; miembro de una serie de organizaciones públicas, religiosas y otras organizaciones polacas.

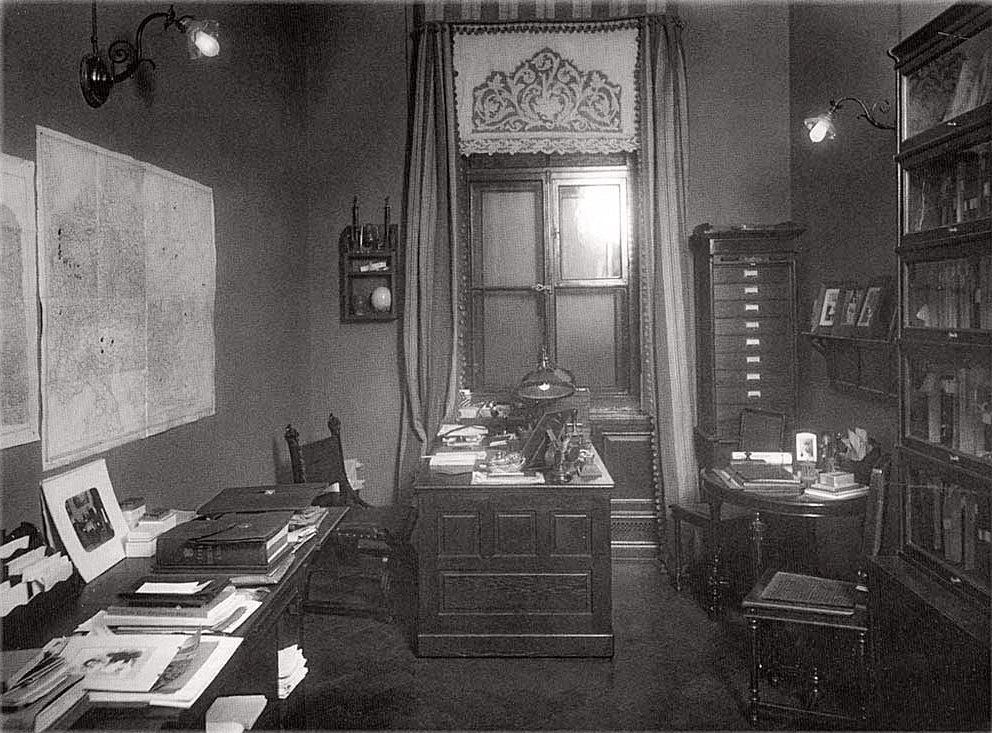
El gabinete del jurista lyubomir Dymshi en San Petersburgo, la calle mohovaya, D.27-29. Foto ru

Enseñó en la facultad women's higher historical-literary courses N. P. Raeva.
En 1907 fue elegido para la Tercera Duma Estatal por los electores generales de la Asamblea Electoral de Siedlce Gubernia: era miembro del colo polaco; participó en el debate sobre el presupuesto, criticando la política del gobierno con respecto al Reino de Polonia; planteó la cuestión de la discriminación de los polacos en sus casos en los tribunales, exigiendo el logro de la plena igualdad. En la tercera Duma formó parte de la comisión: administrativa y para la reforma judicial (camarada presidente). En 1912 fue elegido para la Cuarta Duma Estatal.
El terrateniente de las provincias de Sedlecki y Kovensk (aproximadamente 2 mil acres de tierra). En 1914 fundó la Sociedad Polaca de Abogados y Economistas en San Petersburgo; fue miembro de la Junta de la Sociedad Metalúrgica Ruso-Belga; colaboró en los periódicos polacos: "The Polish Voice" (1913), "The Polish Affair" (1915).

## Familia
- Esposa - Sofia Dymshene, nacida Kerbedytė (1871 - 1963)[3]
- Hija - Sofia Dymshaite en el matrimonio Bulgak-Gelskiene (1902 - 2004)[4]
- Hermano - Eugeniusch (1853 - 1918)[5]
- Hermano - Henry (1856 - 1918)[6] miembro de la Duma Estatal de la II convocatoria de la provincia de Vitebsk
- Hermano - Eustace (1860 - 1890)[7]
- Hermano - Jozef o Juozapas (Józef[8] Juozapas, 1860 — 1917)[9]

## Funciona
- Monopolio estatal del vino y su importancia para combatir la embriaguez: Dokl. Komis. sobre el problema del alcoholismo - SPb.: Tipo. PP Sojkina, 1899. - 24 p.

- Ley estatal de Suecia. Parte histórica. T. 1 - SPb.: Tipo. P. P. Soykin, 1901. - 424 p.

- La teoría de la separación de poderes

- Gobierno local en Suecia

- Dispositivo comunitario en Noruega

- Una nueva forma de agricultura

- La cuestión nacional en el siglo XX

- La pregunta Holm. - San Petersburgo, 1910 (en polaco, Varsovia, 1911).

## External source
- Lyubomir Kleofasovich Dymsha (enlace roto disponible en Internet Archive; véase el historial, la primera versión y la última).
- Biblioteca Presidencial
- La caída del régimen zarista: registros textuales de interrogatorios y testimonios dados en 1917 en la Comisión de Investigación de Emergencia del Gobierno Provisional